# Europamästerskapen i fälttävlan 1989
Europamästerskapen i fälttävlan 1989 arrangerades i Burghley, Storbritannien. Tävlingen var den 19:e upplagan av europamästerskapen i fälttävlan.

## Resultat
| Placering | Ryttare       | Häst             | Land |
| --------- | ------------- | ---------------- | ---- |
| 1         | Virginia Leng | Master Craftsman | GBR  |
| 2         | Jane Thelwall | Kings Jester     | GBR  |
| 3         | Lorna Clarke  | Fearliath Mor    | GBR  |
| 15        | Erik Duvander | High Tea         | SWE  |

| Placering | Land           |
| --------- | -------------- |
| 1         | Storbritannien |
| 2         | Nederländerna  |
| 3         | Irland         |